# Skorupa naciekowa
Skorupa naciekowa, tarcza naciekowa, pierścień naciekowy – naciek jaskiniowy zaliczany do grupy nacieków twardych grawitacyjnych. Ma postać skorupy pokrywającej ściany lub dno jaskini. Powstaje wskutek parowania wody. Największe stężenie roztworu soli (głównie węglanu wapnia) jest na powierzchni roztworu. Wytrącanie się soli następuje wokół różnego rodzaju wzniesień skały i istniejących nacieków wskutek zmiany stosunków wodnych w jaskini, która np. znalazła się częściowo pod wodą. Skorupa naciekowa może mieć kształt kolisty (tarcza naciekowa), pierścieniowaty (pierścień naciekowy), lub nieregularny.